# 纪云浩
纪云浩（1990年3月—），男，蒙古族，中共党员，曾任内蒙古自治区开鲁县建华镇党委副书记、政法委员。
2024年因阻挠农民春耕，称种地要先交钱，引发当地的农民的强烈不满，并告知记者维权，尔后记者采访时，放言不懂法律，被拍摄上网，引起热议。有观点认为，他身为政法委员，自称不懂法，是否有能力任职。另一方面，他17岁参军以来，并没有读全日制大学本科的经历，学历上并不符合国家干部的选拔，为何可以做到副书记及政法委原的高位。4月23日开鲁县人民政府新闻办公室情况通报，纪云浩已被罢免。

## 生平
- 1990年3月，出生于内蒙古自治区通辽市开鲁县开鲁镇；
- 2007年12月，参军入伍；
- 2009年12月，转业退伍；
- 2012年7月，参加工作，成为民警；
- 2017年3月，分到公安战线；
- 2019年11月，担任开鲁县县纪委监委派驻第四纪检监察组科员，镇副科级领导职务；
- 2021年，任内蒙古自治区通辽市开鲁县建华镇党委副书记、政法委员；
- 2024年4月23日，因“干部阻拦春耕”事件被免职。

## 引文
1. ↑  . 中国甘肃网.   [2024-04-28].
2. ↑  . 澎湃新闻.   [2024-04-28]. （原始内容存档于2024-06-18）.
3. ↑  . 澎湃新闻.   [2024-04-28]. （原始内容存档于2024-04-28）.
4. ↑  . 南方网.   [2024-04-28]. （原始内容存档于2024-04-28）.
5. ↑  . 北京日报.   [2024-04-28]. （原始内容存档于2024-04-28）.